# Great Britain
Die Great Britain ist ein ehemaliges britisches Passagierschiff. Sie war 1845 das erste Eisenschiff/Stahlschiff aus Stahl mit Dampf-Propellerantrieb, das den Atlantischen Ozean überquerte.

## Das Schiff
Das Dampfschiff wurde vom Konstrukteur Isambard Kingdom Brunel entworfen und in den Great Western Dockyards in Bristol gebaut. Extra für dieses Schiff bzw. für die Antriebswelle wurden neue, stehende Dampfmaschinen entwickelt. Diese waren in Form eines verkehrten V (ein A) mit einem Zylinderwinkel von 60° angeordnet und wirkten auf ein mittig auf der Kurbelwelle sitzendes Schwungrad, das über Ketten die tiefliegende Propellerwelle antrieb. Bei einem Zylinderdurchmesser von 220 cm betrug der Kolbenhub 180 cm, die indizierte Maschinenleistung ungefähr 1.000 hp (ca. 750 kW) bei 20/min. Den notwendigen Dampf mit 5 lbf·in−2 (ca. 34 kPa) Dampfdruck lieferten drei Doppelender-Salzwasser-Kessel. Der originale Propeller mit sechs Blättern bewährte sich jedoch nicht und wurde bereits nach kurzer Zeit gegen einen vierblättrigen getauscht.
Am 26. Juli 1845 lief sie zur Jungfernfahrt von Liverpool nach New York aus. Mit 120 Erste-Klasse- und 132 Zweite-Klasse-Passagieren leitete sie eine neue Ära der Passagierschifffahrt ein. Nachdem die Great Britain 1846 auf eine Sandbank gelaufen war und die Eigner-Reederei Konkurs hatte anmelden müssen, wurde sie ab 1852 als Emigrantenschiff eingesetzt. 1855–1856 wurde sie gemeinsam mit der Great Western während des Krim-Krieges als Truppentransporter verwendet. 1882 wurde sie zu einem Windjammer umgebaut, wobei auch die Maschine ausgebaut wurde. In dieser Zeit diente das Schiff im Kohlefrachtverkehr und belieferte San Francisco über die Route um Kap Hoorn. Nach einem Brand an Bord lief die Great Britain 1886 die Falklandinseln an. Dort wurde sie verkauft und als Kohlenhulk verwendet. 1939 wurde Metall des Schiffes für Notreparaturen an der im Gefecht mit dem deutschen Kriegsschiff Admiral Graf Spee beschädigten Exeter verwendet.
1970 wurde die Great Britain wieder nach Bristol überführt, um sie als Museumsschiff zu rekonstruieren. Heute liegt sie als Besucherattraktion im originalen Bau-Dock. 2023 betrug die Besucherzahl etwa 150.000 Personen.

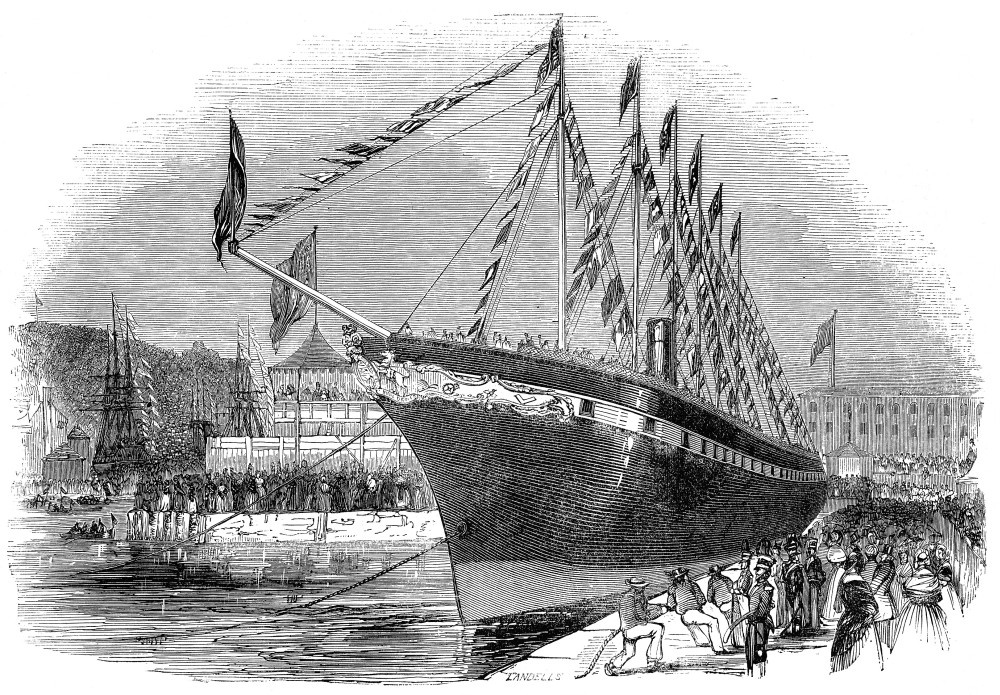
Stapellauf in Bristol, Juli 1843
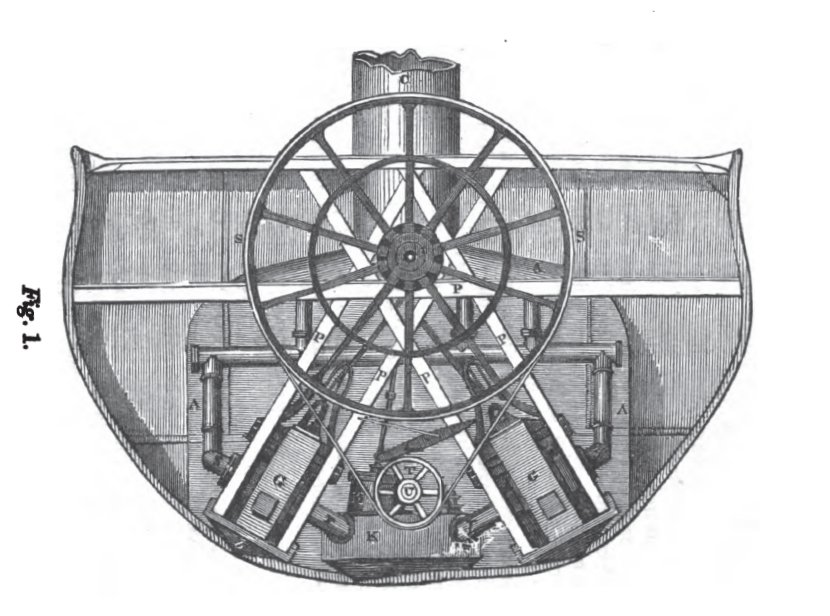
Querschnitt der Maschine
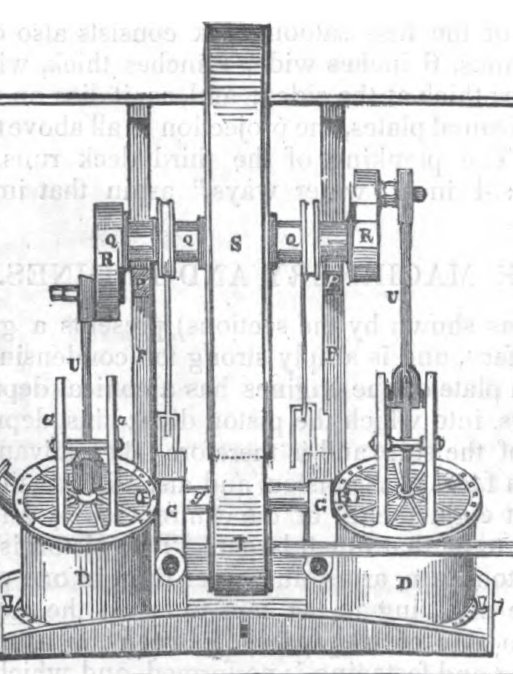
Seitenansicht
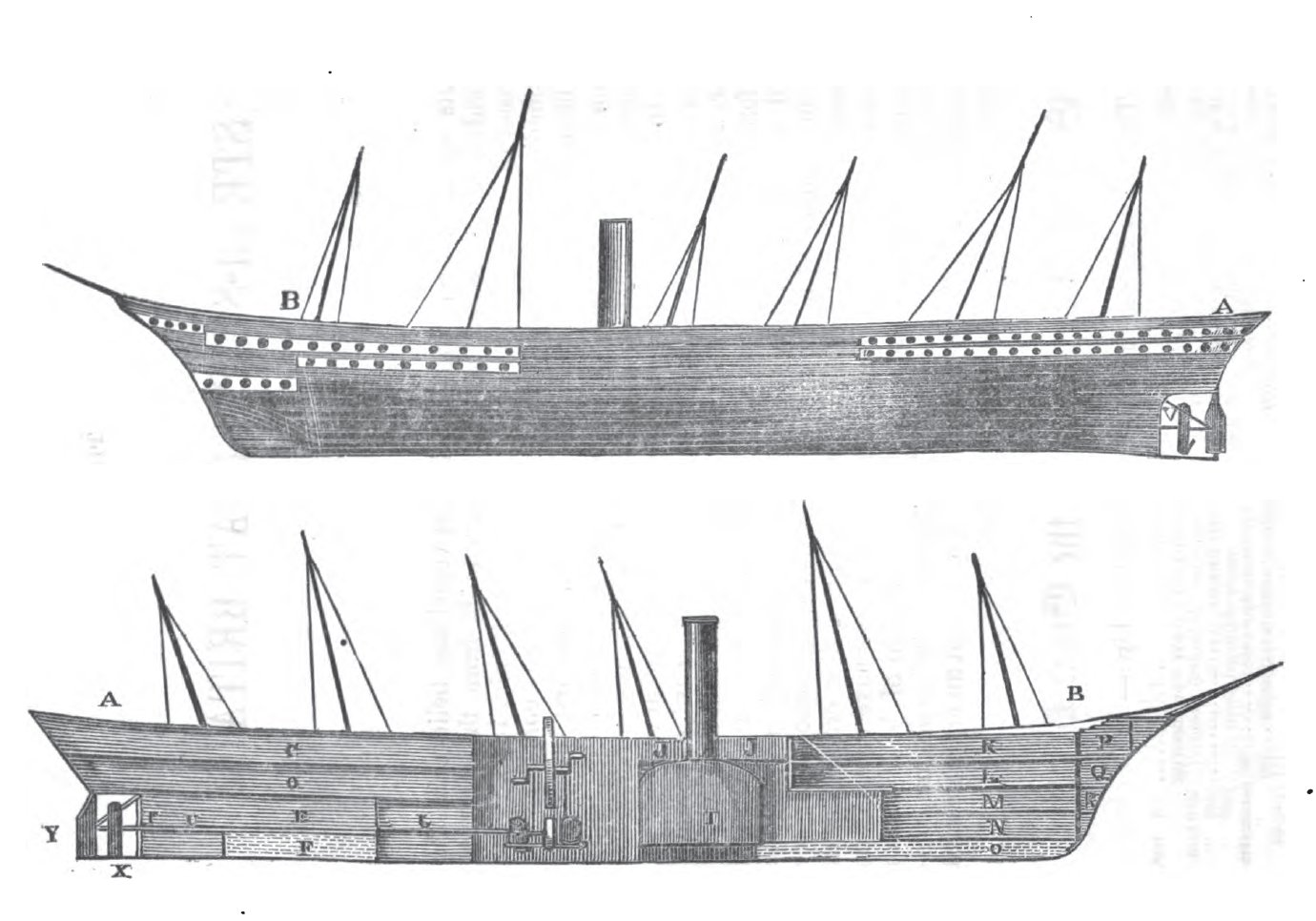
Ansicht und Längsschnitt des Schiffes
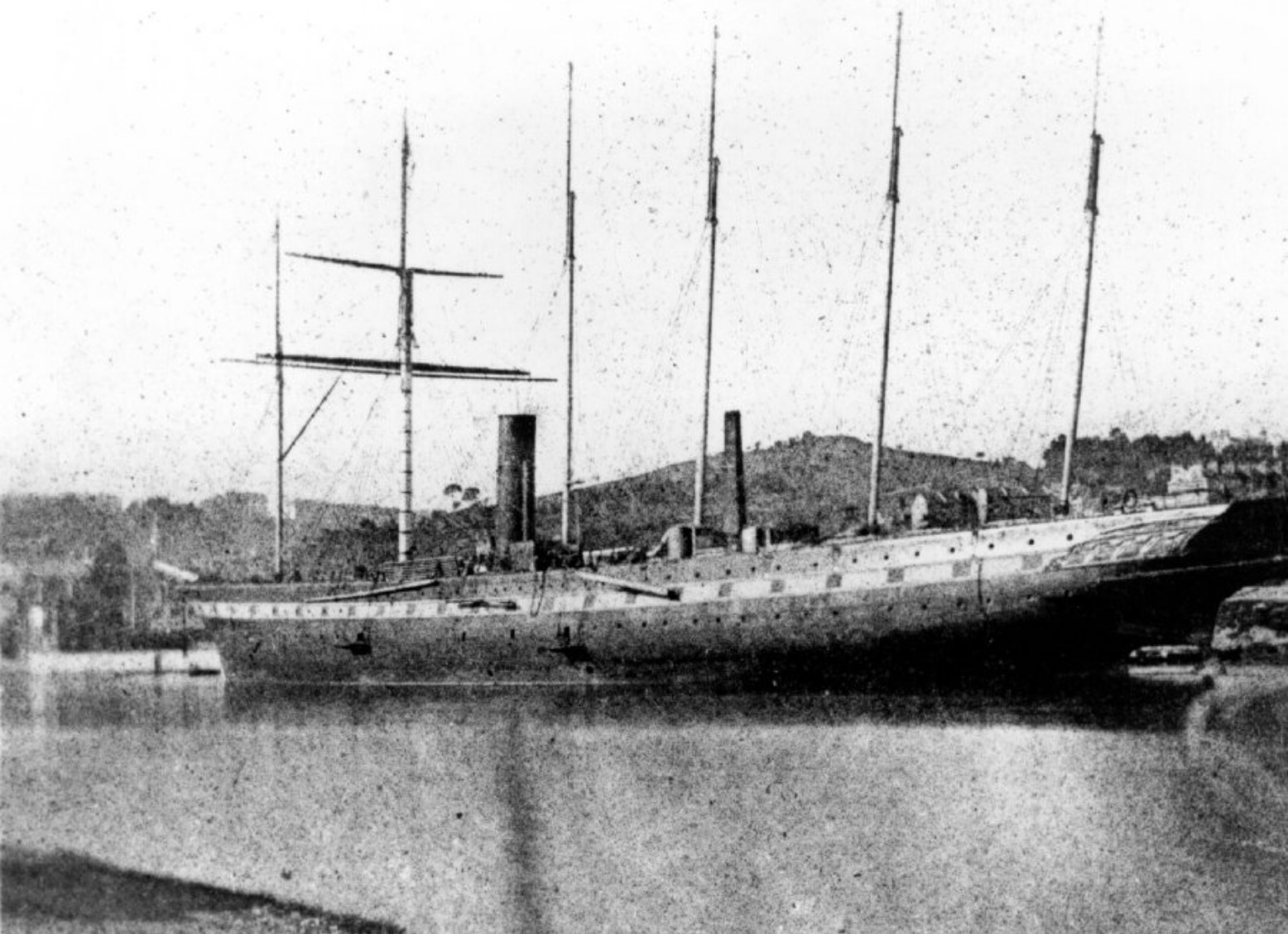
Dieses Foto von William Talbot, das Schiff während der Fertigstellung zeigend, gilt als erstes Foto eines Ozeanliners
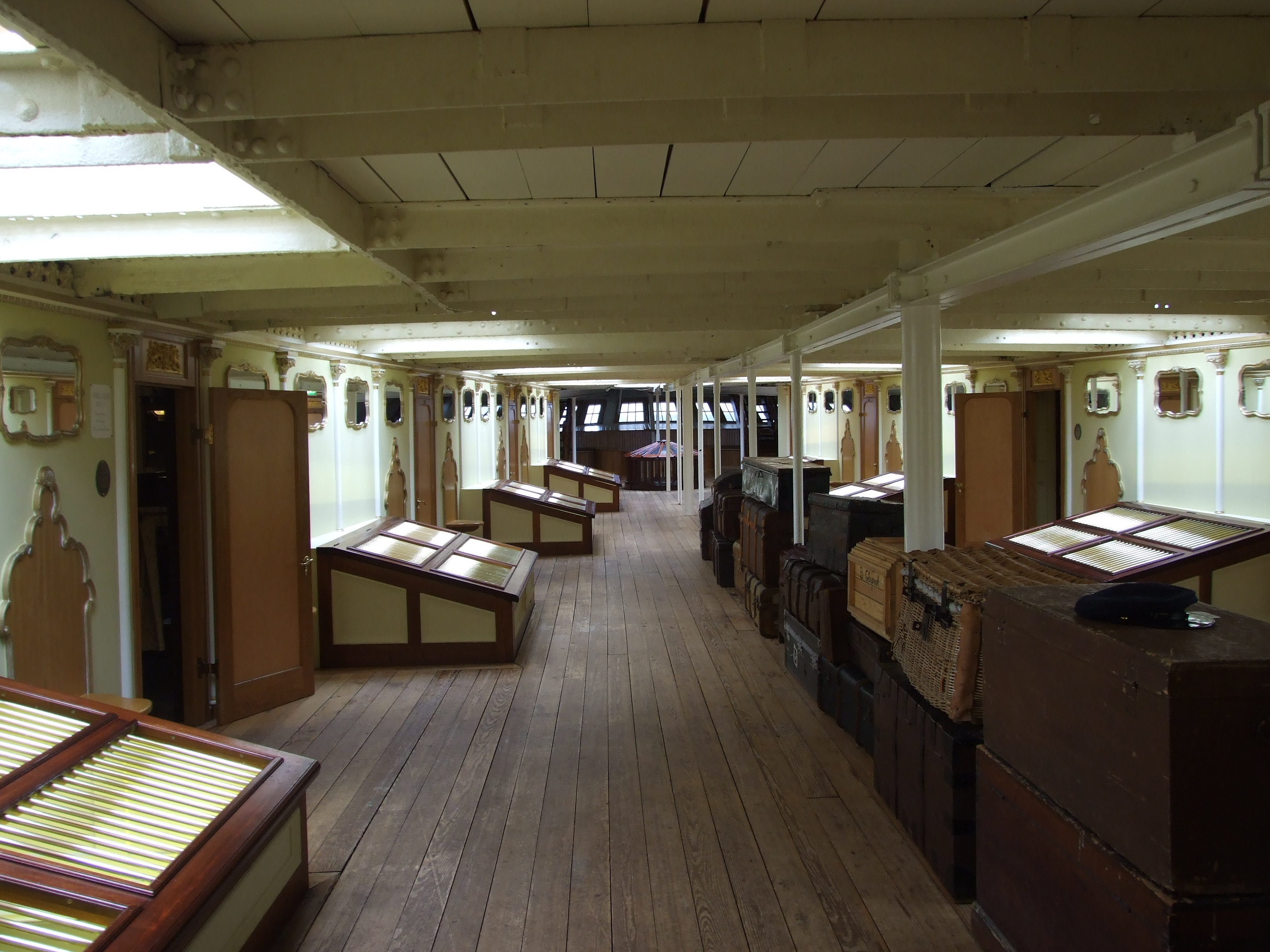
Promenadendeck
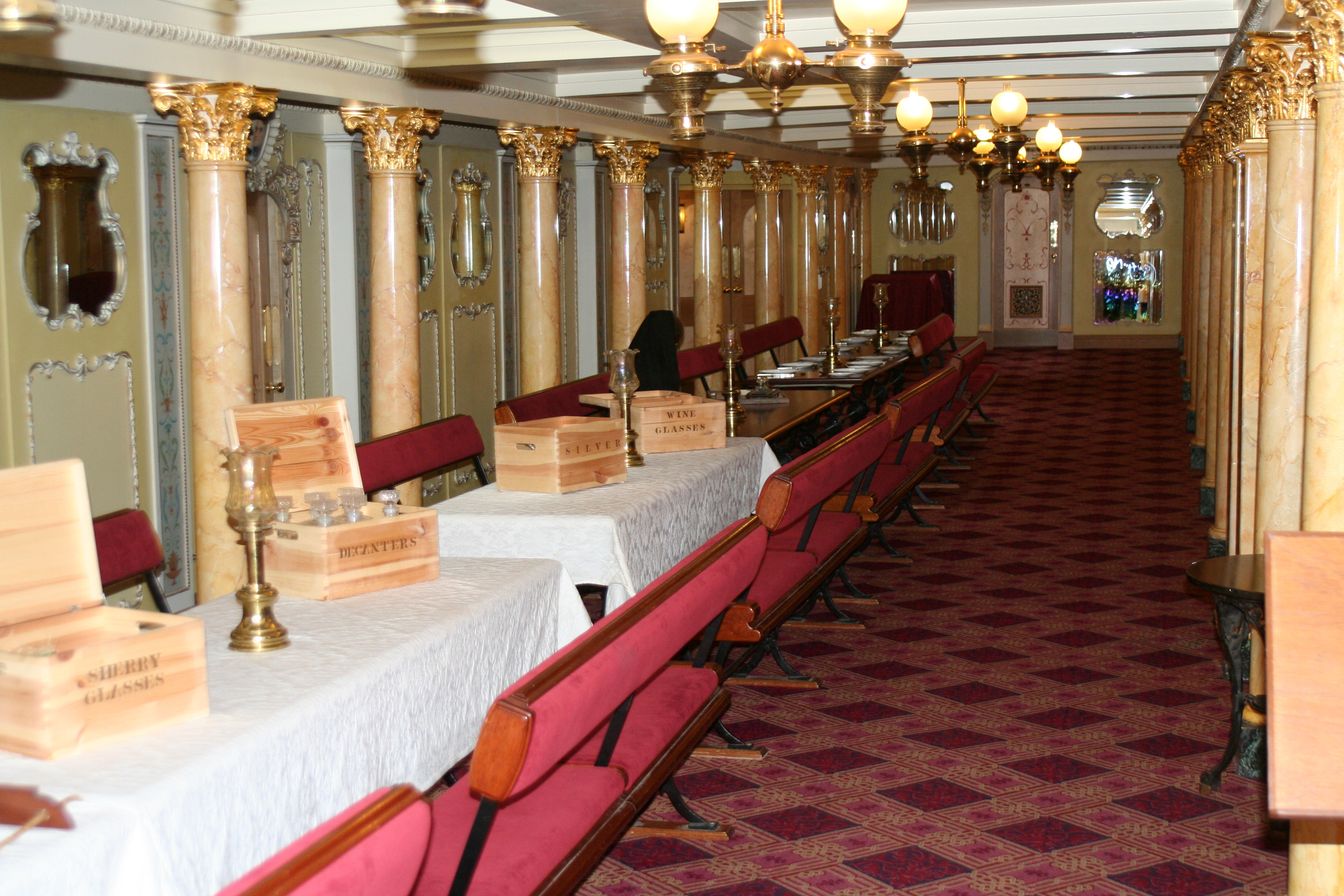
Speisesaal 1. Klasse